# Луна-Ресурс-1
Луна-Ресурс-1 — проект госкорпорации «Роскосмос» по исследованию Луны путем облета и посадки на ее поверхность. В проекте используются два космических аппарата:
- «Луна-26» — Лунный орбитальный аппарат (он же «Луна-Глоб орбитальная», он же «Луна-Глоб-2», он же «Луна-Ресурс-1 ОА»)
- «Луна-27» — Лунный посадочный аппарат («Луна-Ресурс ПА»)

Проект включает в себя доставку одного лунного орбитального аппарата (ОА) на окололунную полярную орбиту для проведения дистанционных исследований Луны, а также доставку на лунную поверхность другого посадочного аппарата для проведения исследований на самой поверхности Луны.